# Óxido de cacodilo
El óxido de cacodilo es un compuesto químico de fórmula [(CH3)2As]2O. Este compuesto de organoarsénico es de suma importancia histórica debido a que se considera que es el primer compuesto organometálico sintetizado de forma relativamente pura.
El "líquido fumante de Cadet", que se compone de cacodilo y óxido de cacodilo, fue sintetizado originalmente por calefacción con acetato de potasio y trióxido de arsénico. Tiene un olor desagradable y es tóxico. Se ha utilizado como un agente desnaturalizante.